# Lee Zii Jia
Lee Zii Jia, född 29 mars 1998, är en malaysisk badmintonspelare.

## Karriär
Lee Zii Jia tog guld i singel i badminton vid de asiatiska mästerskapen 2022. Vid OS 2020 placerade han sig på en niondeplats.